# Landelijke fietsroute 20
De Flevoroute of LF20 was een LF-route in Nederland tussen Haarlem en Groningen, een route van ongeveer 250 kilometer. De route is in 2020 bij een reorganisatie van landelijke routenetwerk vervallen.
Het fietspad liep door de provincies Noord-Holland, Flevoland, Friesland en Groningen en voerde door de grote polders van de Zuiderzeewerken.
De route van Haarlem naar Groningen had het nummer LF20a en de route van Groningen naar Haarlem LF20b.